# Rudolf H. Bieri
Rudolf Herman Bieri (* 21. Juli 1923; † 24. Juli 2012 in Wisconsin) war ein Meeresforscher.
Bieri promovierte an der Johannes Gutenberg-Universität Mainz zum Dr. rer. nat. Von 1955 bis 1957 forschte er an der University of Minnesota.
Er war seit 1972 Professor für Meereskunde am College of William & Mary in Williamsburg, Virginia. Er erfand den hermetisch dichtenden Wasserprobenentnehmer und ist bekannt für seine Forschung über Organische Verbindungen in Sedimenten und Austerngeweben an der Chesapeake Bay.